# سانگی (ژاپن)
سانگی (به ژاپنی: 参議 Sangi) مشاور ارشد در دربار امپراتوری ژاپن از قرن هشتم تا دوره میجی در قرن نوزدهم بود.

## شخصیت‌های سانگی در دوره اصلاحات میجی
| نام | نام                | دوره خدمت                                      | اهل                 | نکته        | تعداد اعضا                        |
| --- | ------------------ | ---------------------------------------------- | ------------------- | ----------- | --------------------------------- |
|     | سوئه‌جیما تانه‌اومی  | ۱۸۶۹ سال ۷ ماه ۸ روز - ۱۸۷۱ سال ۷ ماه ۲۴ روز   | سابق قلمروی هیزن    |             | ۰ نفر →۲ نفر                      |
|     | مائه‌بارا ایسی      | ۱۸۶۹سال ۷ماه ۸روز - ۱۸۶۹سال ۱۲ماه ۲روز         | سابق قلمروی چوشو    |             | ۰ نفر →۲ نفر                      |
|     | اوکوبو توشیمیچی    | ۱۸۶۹سال ۷ماه ۲۲روز - ۱۸۷۱سال ۶ماه ۲۵روز        | سابق قلمروی ساتسوما |             | ۲ نفر →۴ نفر →۳ نفر               |
|     | هیروساوا سانه‌اومی  | ۱۸۶۹سال ۷ماه ۲۳روز - ۱۸۷۱سال ۱ماه ۹روز         | سابق قلمروی چوشو    |             | ۲ نفر →۴ نفر →۳ نفر               |
|     | ساساکی تاکایوکی    | ۱۸۷۰سال ۲ماه ۵روز - ۱۸۷۱سال ۶ماه ۲۵روز         | سابق قلمروی توسا    |             | ۳ نفر →۷ نفر →۶ نفر →۱ نفر        |
|     | سایتو توشی‌یوکی     | ۱۸۷۰سال ۵ماه ۱۵روز - ۱۸۷۱سال ۶ماه ۲۵روز        | سابق قلمروی چوشو    |             | ۳ نفر →۷ نفر →۶ نفر →۱ نفر        |
|     | کیدو تاکایوشی      | ۱۸۷۰ سال ۶ماه ۱۰روز - ۱۸۷۱سال ۶ماه ۲۵روز       | سابق قلمروی چوشو    |             | ۳ نفر →۷ نفر →۶ نفر →۱ نفر        |
|     | اوکوما شیگه‌نوبو    | ۱۸۷۰ سال ۹ماه ۲روز - ۱۸۷۱سال ۶ماه ۲۵روز        | سابق قلمروی هیزن    |             | ۳ نفر →۷ نفر →۶ نفر →۱ نفر        |
|     | کیدو تاکایوشی      | ۱۸۷۱ سال ۶ماه ۲۵روز - ۱۸۷۴سال ۵ماه ۱۳روز       | سابق قلمروی چوشو    | انتخاب مجدد | ۱ نفر →۳ نفر →۵ نفر →۴ نفر        |
|     | سایگو تاکاموری     | ۱۸۷۱ سال ۶ ماه ۲۵ روز - ۱۸۷۳ سال ۱۰ ماه ۲۴ روز | سابق قلمروی ساتسوما |             | ۱ نفر →۳ نفر →۵ نفر →۴ نفر        |
|     | ایتاگاکی تایسوکه   | ۱۸۷۱سال ۷ماه ۱۴روز - ۱۸۷۳سال ۱۰ماه ۲۵روز       | سابق قلمروی توسا    |             | ۱ نفر →۳ نفر →۵ نفر →۴ نفر        |
|     | اوکوما شیگه‌نوبو    | ۱۸۷۱سال ۷ماه ۱۴روز - ۱۸۸۱سال ۱۰ماه ۱۲روز       | سابق قلمروی هیزن    | انتخاب مجدد | ۱ نفر →۳ نفر →۵ نفر →۴ نفر        |
|     | گوتو شوجیرو        | ۱۸۷۳سال ۴ماه ۱۹روز - ۱۸۷۳سال ۱۰ماه ۲۵روز       | سابق قلمروی توسا    |             | ۴ نفر →۷ نفر                      |
|     | اوکی تاکاتو        | ۱۸۷۳سال ۴ماه ۱۹روز - ۱۸۸۵سال ۱۲ماه ۲۲روز       | سابق قلمروی هیزن    |             | ۴ نفر →۷ نفر                      |
|     | اتو شیمپی          | ۱۸۷۳سال ۴ماه ۱۹روز - ۱۸۷۳سال ۱۰ماه ۲۵روز       | سابق قلمروی هیزن    |             | ۴ نفر →۷ نفر                      |
|     | اوکوبو توشیمیچی    | ۱۸۷۳سال ۱۰ماه ۱۲روز - ۱۸۷۸سال ۵ماه ۱۴روز       | سابق قلمروی ساتسوما |             | ۷ نفر →۸ نفر →۹ نفر →۸ نفر        |
|     | سوئه‌جیما تانه‌اومی  | ۱۸۷۳سال ۱۰ماه ۱۳روز - ۱۸۷۳سال ۱۰ماه ۲۵روز      | سابق قلمروی هیزن    |             | ۷ نفر →۸ نفر →۹ نفر →۸ نفر        |
|     | ایتو هیروبومی      | ۱۸۷۳سال ۱۰ماه ۲۵روز - ۱۸۸۵سال ۱۲ماه ۲۲روز      | سابق قلمروی چوشو    |             | ۸ نفر →۴ نفر →۶ نفر →۷ نفر →۶ نفر |
|     | کاتسو کایشو        | ۱۸۷۳سال ۱۰ماه ۲۵روز - ۱۸۷۵سال ۴ماه ۲۵روز       | باکوشین سابق        |             | ۸ نفر →۴ نفر →۶ نفر →۷ نفر →۶ نفر |
|     | تراشیما مونه‌نوری   | ۱۸۷۳سال ۱۰ماه ۲۸روز - ۱۸۸۱سال ۱۰ماه ۲۱روز      | سابق قلمروی ساتسوما |             | ۸ نفر →۴ نفر →۶ نفر →۷ نفر →۶ نفر |
|     | ایجیچی ماساهارو    | ۱۸۷۴سال ۸ماه ۲روز - ۱۸۷۵سال ۶ماه ۱۰روز         | سابق قلمروی ساتسوما |             | ۶ نفر →۹ نفر                      |
|     | یاماگاتا آریتومو   | ۱۸۷۴سال ۸ماه ۲روز - ۱۸۸۵سال ۱۲ماه ۲۲روز        | سابق قلمروی چوشو    |             | ۶ نفر →۹ نفر                      |
|     | کورودا کیوتاکا     | ۱۸۷۴سال ۸ماه ۲روز - ۱۸۸۲سال ۱ماه ۱۱روز         | سابق قلمروی ساتسوما |             | ۶ نفر →۹ نفر                      |
|     | کیدو تاکایوشی      | ۱۸۷۵سال ۳ماه ۸روز - ۱۸۷۶سال ۳ماه ۲۸روز         | سابق قلمروی چوشو    |             | ۹ نفر →۱۱ نفر →۶ نفر              |
|     | ایتاگاکی تایسوکه   | ۱۸۷۵سال ۳ماه ۱۲روز - ۱۸۷۵سال ۱۰ماه ۲۷روز       | سابق قلمروی توسا    |             | ۹ نفر →۱۱ نفر →۶ نفر              |
|     | سایگو جودو         | ۱۸۷۸سال ۵ماه ۲۴روز - ۱۸۸۵سال ۱۲ماه ۲۲روز       | سابق قلمروی ساتسوما |             | ۶ نفر →۸ نفر →۹ نفر               |
|     | کاوامورا سومی‌یوشی  | ۱۸۷۸سال ۵ماه ۲۴روز - ۱۸۸۵سال ۱۲ماه ۲۲روز       | سابق قلمروی ساتسوما |             | ۶ نفر →۸ نفر →۹ نفر               |
|     | اینواوئه کائورو    | ۱۸۷۸سال ۷ماه ۲۹روز - ۱۸۸۵سال ۱۲ماه ۲۲روز       | سابق قلمروی چوشو    |             | ۶ نفر →۸ نفر →۹ نفر               |
|     | یامادا آکی‌یوشی     | ۱۸۷۹سال ۹ماه ۱۰روز - ۱۸۸۵سال ۱۲ماه ۲۲روز       | سابق قلمروی ساتسوما |             | ۹ نفر →۱۰ نفر →۹ نفر              |
|     | ماتسوکاتا ماسایوشی | ۱۸۸۱سال ۱۰ماه ۲۱روز - ۱۸۸۵سال ۱۲ماه ۲۲روز      | سابق قلمروی ساتسوما |             | ۹ نفر →۸ نفر →۷ نفر →۱۱ نفر       |
|     | اویاما ایوائو      | ۱۸۸۱سال ۱۰ماه ۲۱روز - ۱۸۸۵سال ۱۲ماه ۲۲روز      | سابق قلمروی ساتسوما |             | ۹ نفر →۸ نفر →۷ نفر →۱۱ نفر       |
|     | فوکوئوکا تاکاچیکا  | ۱۸۸۱سال ۱۰ماه ۲۱روز - ۱۸۸۵سال ۱۲ماه ۲۲روز      | سابق قلمروی توسا    |             | ۹ نفر →۸ نفر →۷ نفر →۱۱ نفر       |
|     | ساساکی تاکایوکی    | ۱۸۸۱سال ۱۰ماه ۲۱روز - ۱۸۸۵سال ۱۲ماه ۲۲روز      | سابق قلمروی توسا    |             | ۹ نفر →۸ نفر →۷ نفر →۱۱ نفر       |